# 스큐브 얼터미트

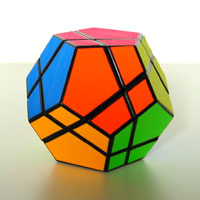

스큐브 얼터미트(Skewb Ultimate)는 스큐브의 변종 큐브이다. 스큐브를 정십이면체 모양으로 만들어 놓은 큐브이다. 일반적인 스큐브와 달리, 꼭지점을 중심으로 회전한다.

## 같이 보기
- 스큐브 다이아몬드